# Siriella affinis
Siriella affinis är en kräftdjursart som beskrevs av Hansen 1910. Siriella affinis ingår i släktet Siriella och familjen Mysidae. Inga underarter finns listade i Catalogue of Life.